# Atlas Khan
Atlas Khan ist ein ehemaliger pakistanischer Squashspieler.

## Karriere
Er war in den 1970er Jahren ein erfolgreicher Squashspieler. Bei der Weltmeisterschaft 1979 schied er in der ersten Runde aus.
Mit der pakistanischen Nationalmannschaft nahm er 1976, 1977 und 1979 an der Weltmeisterschaft teil. 1976 wurde er hinter Großbritannien Vizeweltmeister. Im Jahr darauf gelang ihm mit der Mannschaft der Gewinn der Weltmeisterschaft vor Neuseeland. 1979 wurde er wiederum Vizeweltmeister, erneut hinter Großbritannien. Khan verlor seine Partie gegen Jonathan Leslie in fünf Sätzen.

## Erfolge
- Weltmeister mit der Mannschaft: 1977